# Ophiothrix marenzelleri
Ophiothrix marenzelleri är en ormstjärneart som beskrevs av Jean Baptiste François René Koehler 1904. Ophiothrix marenzelleri ingår i släktet Ophiothrix och familjen Ophiothrichidae. Inga underarter finns listade i Catalogue of Life.